# Isshin Inudō
Isshin Inudō (犬童一心, Inudō Isshin), né le 24 juin 1960, est un réalisateur et scénariste japonais.

## Biographie
Isshin Inudō nait le 24 juin 1960 à Tokyo. Alors qu'il est encore étudiant, son court métrage Kibun o kaete? est sélectionné au Pia Film Festival (en). Il reçoit en 1996 le prix du nouveau réalisateur de la Directors Guild of Japan pour son premier long métrage Futari ga shabetteru.

## Filmographie partielle

### Comme réalisateur
- 1993 : Kibun o kaete? (気分を変えて??) (court-métrage)
- 1995 : Futari ga shabetteru (二人が喋ってる。?)
- 2000 : Kinpatsu no sōgen (金髪の草原?)
- 2003 : Josee, the Tiger and the Fish (ジョゼと虎と魚たち, Joze to Tora to sakana-tachi?)
- 2004 : Shinibana (死に花?)
- 2004 : Te o nigiru dorobō no hanashi (手を握る泥棒の物語?)
- 2005 : Touch (タッチ, Tacchi?)
- 2005 : La Maison de Himiko (メゾン・ド・ヒミコ, Mezon do himiko?)[3]
- 2007 : Kiiroi namida (黄色い涙?)
- 2007 : Bizan (眉山?)
- 2007 : Gūgū datte neko de aru (グーグーだって猫である?)
- 2009 : Zero no shōten (ゼロの焦点?)
- 2012 : Nobō no shiro (のぼうの城?), co-réalisé avec Shinji Higuchi
- 2014 : Miracle Devil Claus' Love and Magic (MIRACLE デビクロくんの恋と魔法, Mirakuru: Debikurokun no koi to mahō?)
- 2018 : Neko wa daku mono (猫は抱くもの?)
- 2019 : Hikkoshi daimyō! (引っ越し大名!?)
- 2019 : Saikō no jinsei no mitsuke kata (最高の人生の見つけ方?)
- 2022 : Haw (ハウ?)

### Comme scénariste
- 1999 : Contes d'Osaka (大阪物語, Ōsaka monogatari?) de Jun Ichikawa
- 2002 : Yomigaeri (黄泉がえり?) d'Akihiko Shiota

## Distinctions
Sauf indication contraire, les informations mentionnées dans cette section peuvent être confirmées par la base de données cinématographiques IMDb,  présente dans la section « Liens externes ».

### Récompenses
- 1996 : prix du nouveau réalisateur de la Directors Guild of Japan pour Futari ga shabetteru[2]
- 2005 : Nikkan Sports Film Award du meilleur réalisateur pour Maison de Himiko et Touch

### Nominations
- 2004 : prix du meilleur scénariste pour Yomigaeri aux Japan Academy Prize[4]
- 2008 : prix du meilleur réalisateur pour Bizan aux Japan Academy Prize[5]
- 2010 : prix du meilleur réalisateur et du meilleur scénariste pour Zero no shōten aux Japan Academy Prize[6]
- 2013 : prix du meilleur réalisateur pour Nobō no shiro aux Japan Academy Prize[7]